# امپراتور یوزی
امپراتور یوزی (به ژاپنی: 陽成天皇 Yōzei)؛ پنجاه و هفتمین امپراتور ژاپن بود.